# John Bratt (militär)
Ej att förväxla med kusinen Christian Bratt (1838–1916) som var major i armén och kapten i Värmlands fältjägarekår
John Christian Bratt, ursprungligen Johan Christian Bratt, född 14 maj 1838 i Göteborgs Gustavi församling, död 30 oktober 1916 i Hedvig Eleonora församling i Stockholm, var en svensk militär och politiker.

## Biografi
Bratt blev student vid Lunds universitet 1857, avlade officersexamen i Göteborg 1858, utexaminerades vid Högre artilleriläroverket 1861 och vid Bergsskolan i Falun 1866, var artilleristipendiat för artilleritekniska studier i Tyskland, Österrike, Frankrike och Belgien 1873. Han blev underlöjtnant vid Göta artilleriregemente 1858, löjtnant 1861, kapten 1870, major 1883, överstelöjtnant i armén 1892, överste i armén 1893, tillförordnad chef för Andra Svea artilleriregemente 1893, överste och chef för samma regemente 1894-1901, avsked 1901. 
Bratt var förrådsofficer på Karlsborg 1863–1864, besiktningsofficer vid Finspångs bruk 1866–1874, inspektör för kanontillverkningen 1873–1892, lärare vid Artilleri- och ingenjörhögskolan i järnets metallurgi samt tillverkning av kanoner och projektiler 1873–1892, chef för nionde batteriet vid Göta artilleriregemente 1873–1883 och för första divisionen 1883–1890, chef för femte divisionen och tygmästare på Karlsborg 1890–1891, fälttygmästare 1891–1894, ledamot av flera kommissioner för prövning och undersökning av artilleripjäser, lavetter och projektiler 1869–1885 och verkade i riksdagen för anslagen till pansarbrytande kanoner.
Bratt var sekreterare i Krigsvetenskapsakademien 1907–1916, vice ordförande i Föreningen för Stockholms fasta försvar, suppleant i direktionen för Arméns Pensionskassa 1898, ordförande i styrelsen för Bank AB Södra Sverige 1901–1907, ledamot av styrelsen för Bank AB Norra Sverige 1908–1916. 
Bratt var ledamot av riksdagens andra kammare för Göteborg 1888–1893 och av särskilda utskottet vid urtima riksdagen 1892 samt ledamot av stadsfullmäktige i Göteborg 19 januari 1886–8 januari 1891. Han var revisor för slöjdföreningen och dess skola 1886, ledamot av styrelsen för Sophiahemmet och Almska stiftelsen i Stockholm. 
Bratt blev ledamot av Kungliga Vetenskaps- och Vitterhetssamhället i Göteborg 1887.

## Familj
John Christian Bratt var son till rådman Johan Gustaf Bratt och Anna Maria Johanna Frychius. Han gifte sig 8 maj 1871 i Göteborg med Jenny Maria Christina, född Olander 1843 i Filipstad, död 1922 i Stockholm, och dotter till borgmästaren Anders Wilhelm Olander och Hilda Charlotta Boije. De hade döttrarna Hedvig Bratt (1872–1966), åldfru på Stockholms slott, och Hanna Bratt (1874–1959), rektor och skriftställare. Dessa förblev båda ogifta.
Han är begravd i familjegrav på Norra begravningsplatsen utanför Stockholm.